# 動物園島
59°19′32″N 18°7′21″E / 59.32556°N 18.12250°E

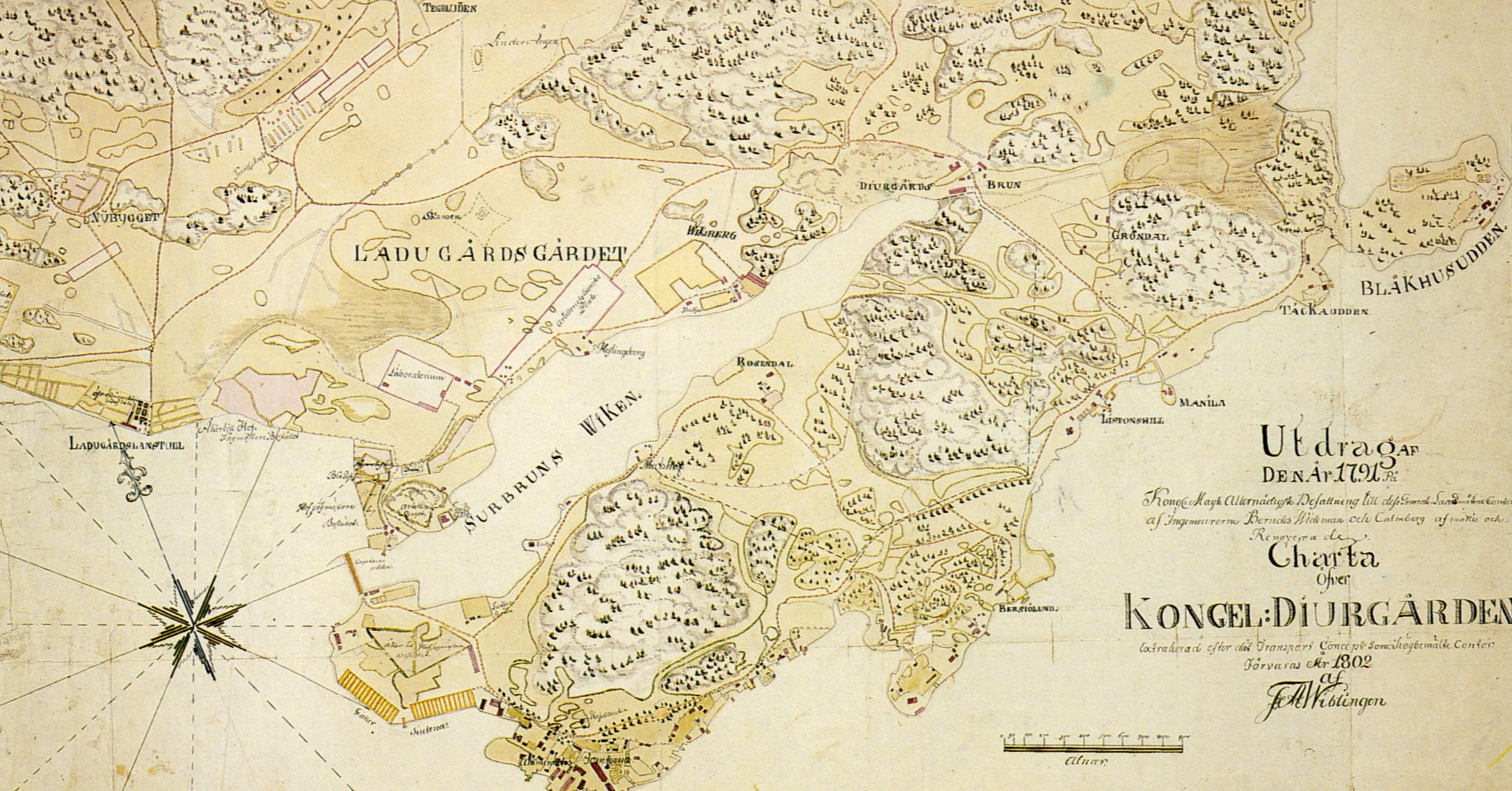
1802年的皇家動物園地圖，圖中南方為動物園島

動物園島（瑞典語：Djurgården）是瑞典斯德哥爾摩中部一大島嶼，又稱南動物園島（Södra Djurgården）。島上有一些歷史建築、畫廊、主題公園和博物館，如斯堪森博物館和北歐博物館。此地是斯德哥爾摩居民最喜愛的消閒場所，也是深受遊客歡迎的景點，每年吸引超過1000萬名遊客，其中500萬名遊客參觀主題公園和博物館。動物園島是1995年設立的斯德哥爾摩－索爾納國家城市公園的一部份。1930年的斯德哥爾摩博覽會在島的南部舉行，吸引約400萬名遊客。
正式而言，動物園島（南動物園島）為皇家動物園的一部份；皇家動物園除南動物園島外，還包括北動物園公園區域。自15世紀起，這島便由瑞典君主擁有或掌管。
動物園島是佐加頓斯體育會（包括足球會和冰球會等）成立之地。

## 島上景點
- ABBA博物館（ABBA The Museum）─2013年5月建立，展示流行樂團ABBA的展品和互動裝置
- 水族館（Aquaria vattenmuseum）
- Beckholmen
- 生態博物館（Biologiska museet）─1893年建立，展示瑞典不同生態地域的動物
- 馬戲團（Cirkus）
- 動物園島線（Djurgårdslinjen）─ 1991年啟用的古蹟鐵路
- 動物園島城（Djurgårdsstaden）
- Galärvarvet
- Gröna Lund ─1883年啟用的主題公園
- Isbladskärret
- 六月坡（Junibacken）─按照阿斯特麗德·林格倫小說而設的兒童博物館
- 利耶瓦爾奇美術館（Liljevalchs konsthall）
- 北歐博物館（Nordiska museet）─展示最大規模的瑞典歷史物品，小至玩偶，大至消防車
- 羅森達爾宮（Rosendals slott）─1823至1827年間由卡爾十四世·約翰國王下令建造
- 斯堪森博物館（Skansen）─全世界首個戶外博物館，除展示瑞典傳統建築外，也展出瑞典各地動物
- 蒂爾畫廊（Thielska galleriet）
- 瓦德瑪蘇德博物館（Waldemarsudde）─曾是瑞典尤金王子的府邸。
- 瓦薩沉船博物館（Vasamuseet）─展出全世界僅存的17世紀戰船瓦薩號，是北歐最多遊客到訪的博物館之一

## 外部連結
- 動物園島網站
  - 動物園島地圖